# Mahalé
Mahalé est une localité du Nord de la Côte d'Ivoire appartenant au département de Kouto, dans la Région de la Bagoué.

## Présentation
Mahalé est une localité du Niéné. Ce territoire est aujourd’hui intégralement dans le département de Kouto. À l'Ouest, il fait frontière avec la région du Folon. Au sud, c'est le département de Boundiali, au Nord par le Kadlé du département de Tengréla et, à l'Est, on trouve une autre frontière naturelle le cours d’eau qui donne son nom à la région : la Bagoué. Au-delà de ce fleuve, il y a le Pongala (Pongagui) dont le chef-lieu de département est Kasséré. Le Niéné a été ainsi dénommé, durant la colonisation française de la Côte d’Ivoire. Il était constitué par les deux cantons de Kouto et de Kolia, parties intégrantes du cercle administratif de Boundiali. Mahalé, est située au Nord du Niéné, limitée au Nord par Ouassangalasso (Moussomou), au Nord-Est par Portio, à l’Est par Poniakélé, au Sud-Est par Ninioro, au Sud par Dendarasso (Dadorikaha) et à l’Ouest par Douasso (Diokaha). 
Le village est composé de cinq principaux quartiers qui sont selon l’ordre hiérarchique :  
1. Koulofouèlépian (La chefferie)
2. Nionnombépian
3. Ziplémoubépian
4. Piengoua
5. Woberbépian

Mahalé compte aujourd’hui plus de 6 000 habitants. La population est constituée de Sénoufos majoritairement, de Malinkés et une minorité de Peulhs. Les patronymes que l’on trouve à Mahalé sont : Koné, Konaté, Coulibaly, Ouattara, Traoré, Fofana, Bamba, Sangaré, Ballo, Diarrassouba, Diabaté, Dao, Soumahoro, Koroma, Camara, Diallo, , etc.

## Historique
- Si vous ne connaissez pas le sujet, laissez ce bandeau (vous pouvez alors contacter les auteurs).
- Si vous supprimez le contenu mis en cause (vous pouvez préalablement contacter les auteurs),

argumentez précisément cette suppression dans la page de discussion
(un manque de référence n'est pas un argument ; une recherche réelle de référence doit avoir été effectuée, être formellement documentée).
Mahalé était une forteresse qui passait pour invincible depuis la résistance victorieuse à Vamouktar Touré du Kabassarana (un conquérant dioula), puis à Fo (un conquérant dioula) également. Tous les partisans de la résistance aux samoriens y étaient regroupés. En effet, outre les survivants des villages détruits, on y trouvait les rescapés de Pitiali (Boundiali), de Kolia, de Gbon, de Kouto, de N’déou, de Tounvré et de Bleusségué. Certains villages situés dans le bassin de la rivière Logboni n’avaient pas été évacués, mais ils avaient envoyé leurs guerriers, comme Ninioro avec son chef Nanourou Sionnon, Ziékaha avec Kana Kéo et Mougnini avec Fodio Kéo. À l’est de cette rivière, Pétantié Kéo, chef de Ponionkélé et Kongbé Sièhè, chef de Portio avaient déjà envoyé des renforts à Pleusségué. Cependant, la situation devenant critique, ils se réfugièrent à Mahalé, commandé alors par le chef Dota Zartionon qui finit avec Mahalé.
Lorsque arriva le Colonel Bilali de Samori aux portes de cette forteresse, Kunadi-kélébagha (lieutenant samorien) l’assiégeait déjà depuis une dizaine de jours. Il avait quitté Kouto au moment où Bilali allait châtier Pleusségué. Après plusieurs jours de combat, Mahalé tomba aux mains des samoriens. Ceux-ci se livrèrent à un massacre effroyable. Tous les chefs, dont Dota Zartionon, y trouvèrent la mort. Cependant, la forteresse n’étant pas encerclée par les vainqueurs, une grande partie de la population réussit à fuir.
La dernière poche de résistance sénoufo ainsi éliminée, bilali revient à Kouto pour organiser politiquement le domaine qu’il venait de se tailler sur les rives du cours d’eau Bagoué et rallier les dissidents qui subsistaient. Ainsi, dès son arrivée à Kouto, il reçut deux importantes soumissions. D’abord celle des Samogo de Wora qui se cachaient dans les broussailles du cours d’eau Bagoué depuis la chute Gbon et dont le chef, Yaflo Koulibaly, vint boire le dêguè.  Ses guerriers, commandés par son neveu Vakara, se joignirent aussitôt aux sofas. Les gens de Nimbékaha et ceux de Koulé ou Tindara, sous le commandement de Tionon Zartinon, se soumirent en apprenant la chute de Mahalé.